# リーナ・ブルーナ・ラーザ
リーナ・ブルーナ・ラーザ（Lina Bruna Rasa, 1907年9月24日 - 1984年10月20日）は、イタリアのソプラノ歌手。

## 生涯
パドヴァの生まれ。14歳から地元でグイド・パルンボとイタロ・タバリンに声楽を教わったあと、ミラノでマンリオ・バヴァニョーリの薫陶を受けた。1925年にポリテアマ・ジェノヴェーゼ劇場でアッリーゴ・ボーイトの《メフィストフェレ》にエレナ役として出演してデビューを果たし、翌年にはレージョ劇場でも歌ったうえ、1927年にはアルトゥーロ・トスカニーニに見初められてスカラ座で同役で出演して脚光を浴びた。その後は、ニコライ・リムスキー＝コルサコフの《サルタン皇帝》のイタリア初演や、エルマンノ・ヴォルフ＝フェラーリの《スライ》の上演等に参加し、イタリア国内のみならず、フランス、スペイン、エジプトの各都市の歌劇場に客演して名声を得た。1931年にはピエトロ・マスカーニの《カヴァレリア・ルスティカーナ》のサントゥッツァ役を歌ったが、この時、指揮をしていた作曲者本人に激賞され、この役が彼女の当たり役となった。1935年には同じくマスカーニの《ネローネ》の初演に参加したが、この年に母親を亡くした影響で、次第に精神的に変調をきたすようになり、1937年にはオペラ上演中にオーケストラ・ピットに転落する事故を起こしている。1942年にペーザロで《カヴァレリア・ルスティカーナ》を歌った後、ミラノの精神病院に入院し、事実上オペラ歌手として引退を余儀なくされた。1948年に再起をかけてツアーを組んだことがあるものの、結局病状が回復せず、歌手活動を断念した。
1984年10月20日、ミラノにて生涯を閉じた。
1931年に《アンドレア・シェニエ》、40年に《カヴァレリア・ルスティカーナ》の全曲レコーディングを行っている。